# Mata del Mas de la Creu
La Mata del Mas de la Creu (Pistacia lentiscus) és un arbre que es troba a Tarragona (el Tarragonès).

## Dades descriptives
- Perímetre del tronc a 1,30 m: 2,28 m.
- Perímetre de la base del tronc: 3,53 m.
- Alçada: 3,33 m.
- Amplada de la capçada: 12,57 m.
- Altitud sobre el nivell del mar: 63 m.[1]

## Entorn
És en una petita clariana de bosc arran de camí, amb una antiga bassa de reg, buida i en desús. Hi trobem rogeta, lleterassa, esparreguera boscana, esparreguera de moix, heura, arítjol, vidiella, esbarzer, ginestó, estepa blanca, aladern, ginesta, garrofer, perer silvestre, pi blanc i ullastre. Hi ha presència de conills i esquirols.

## Aspecte general
Es troba en mal estat, ja que fou incendiada el 9 de juliol del 1995 i té gairebé tota la part interior del tronc i la soca carbonitzades. Després de l'incendi, aquest arbre deuria haver passat força temps, segurament dies, en brases. Tanmateix, s'aprecia una certa potència de brotada als nivells baixos de la soca, així com als extrems d'algunes branques extremes.

## Observacions
Són moltes les plantes llenyoses mediterrànies que després d'un foc fan una rebrotada restauradora com la de la Mata del Mas de la Creu. Hom diu que es tracta d'un mecanisme d'adaptació al fenomen dels focs naturals, ja que aquesta pertorbació forma part del metabolisme dels sistemes forestals de la regió mediterrània.

## Accés
Cal dirigir-se al trencall del Mas de la Creu. Primer, hem d'agafar la carretera que va de la urbanització Bonaigua (que pertany al Catllar) a la urbanització Pinalbert. Just després de deixar aquesta darrera a mà esquerra (uns 850 metres abans del pas d'aquesta carretera per sota l'autopista AP-7) trobem una pista a mà dreta, en un revolt força tancat que tomba a l'esquerra (com a referència és important recordar que aquesta pista té una cadena d'accés que és gairebé sempre oberta). Un cop hem accedit a la pista, veurem que es bifurca d'inici. Aparquem immediatament el cotxe i caminem per la pista de la dreta, que està en molt mal estat per a la circulació de vehicles rodats. Després d'uns 200 metres, trobarem a mà dreta una clariana amb una bassa i el llentiscle o mata gegant. GPS 31T 0358373 4556859.